# Hoseiniye

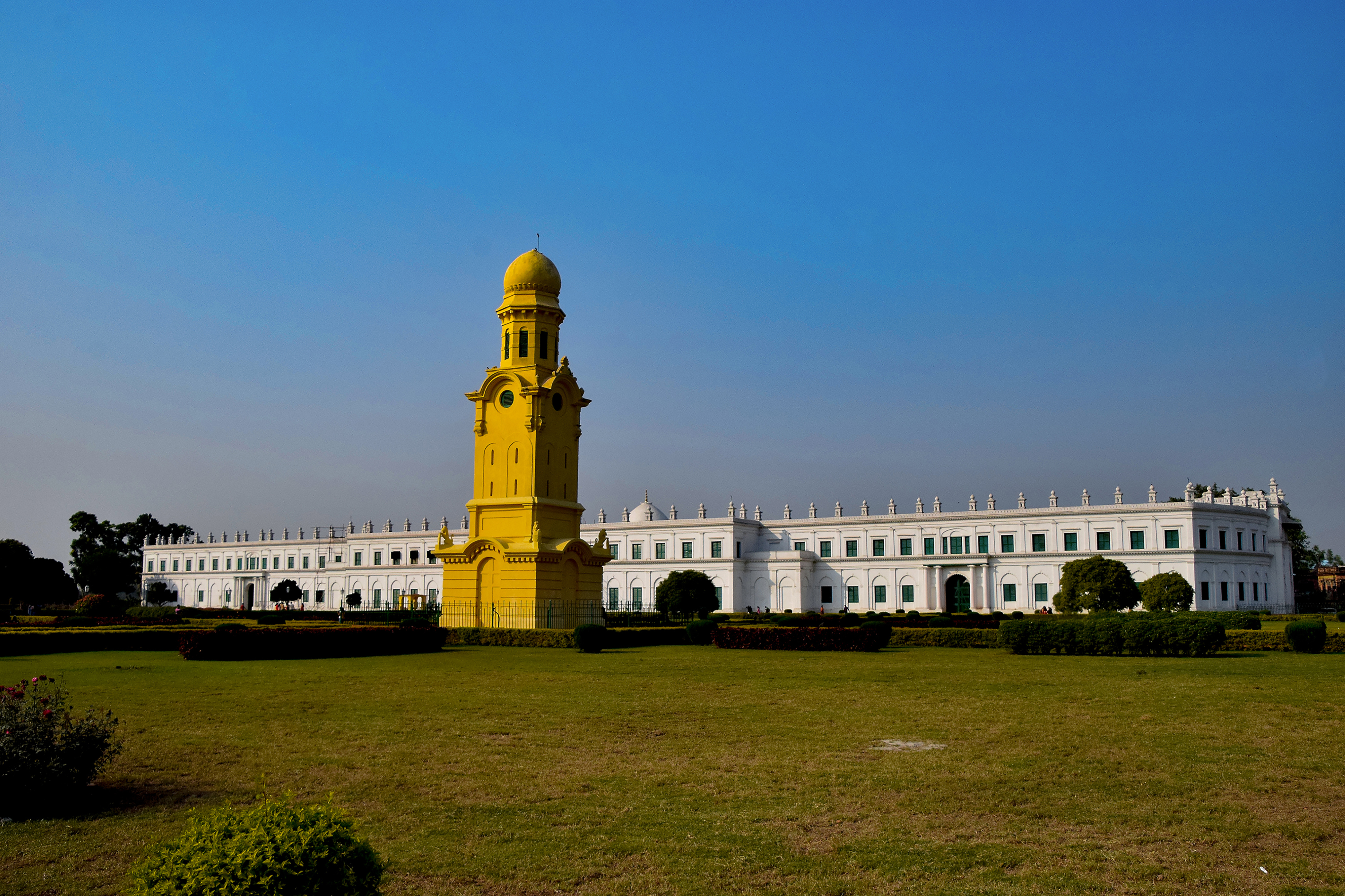
Nizamat Imambara, Murshidabad, Westbengalen, Indien, mit Uhrturm aus der Zeit britischen Herrschaft

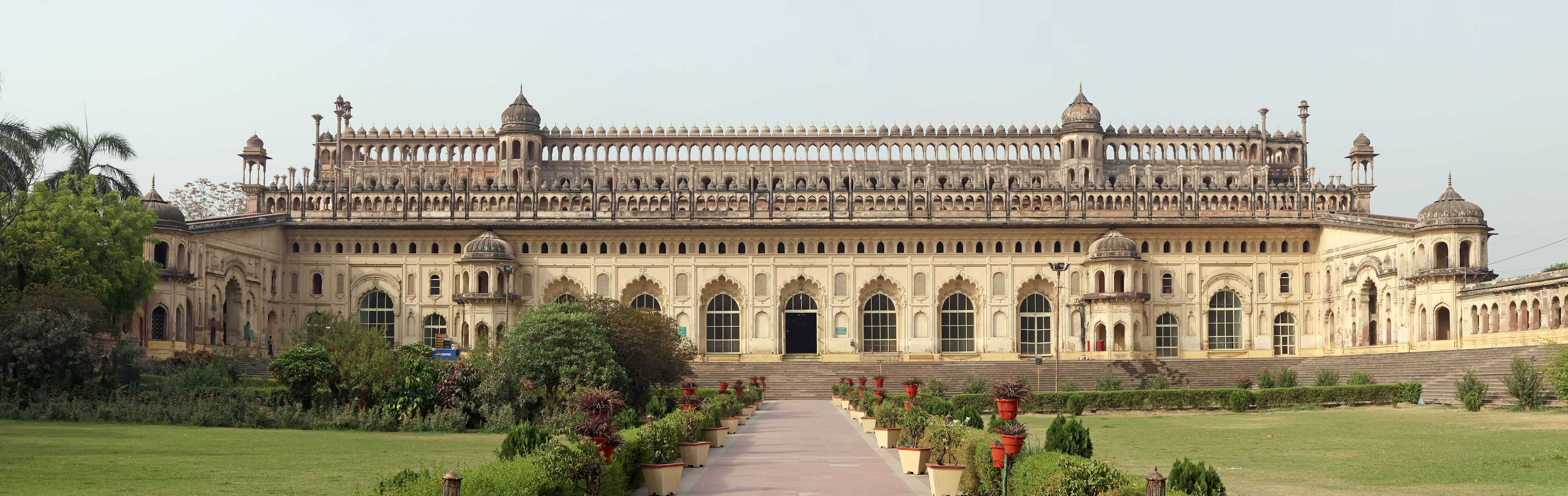
Bara Imambara, Lucknow, Uttar Pradesh, Nordindien

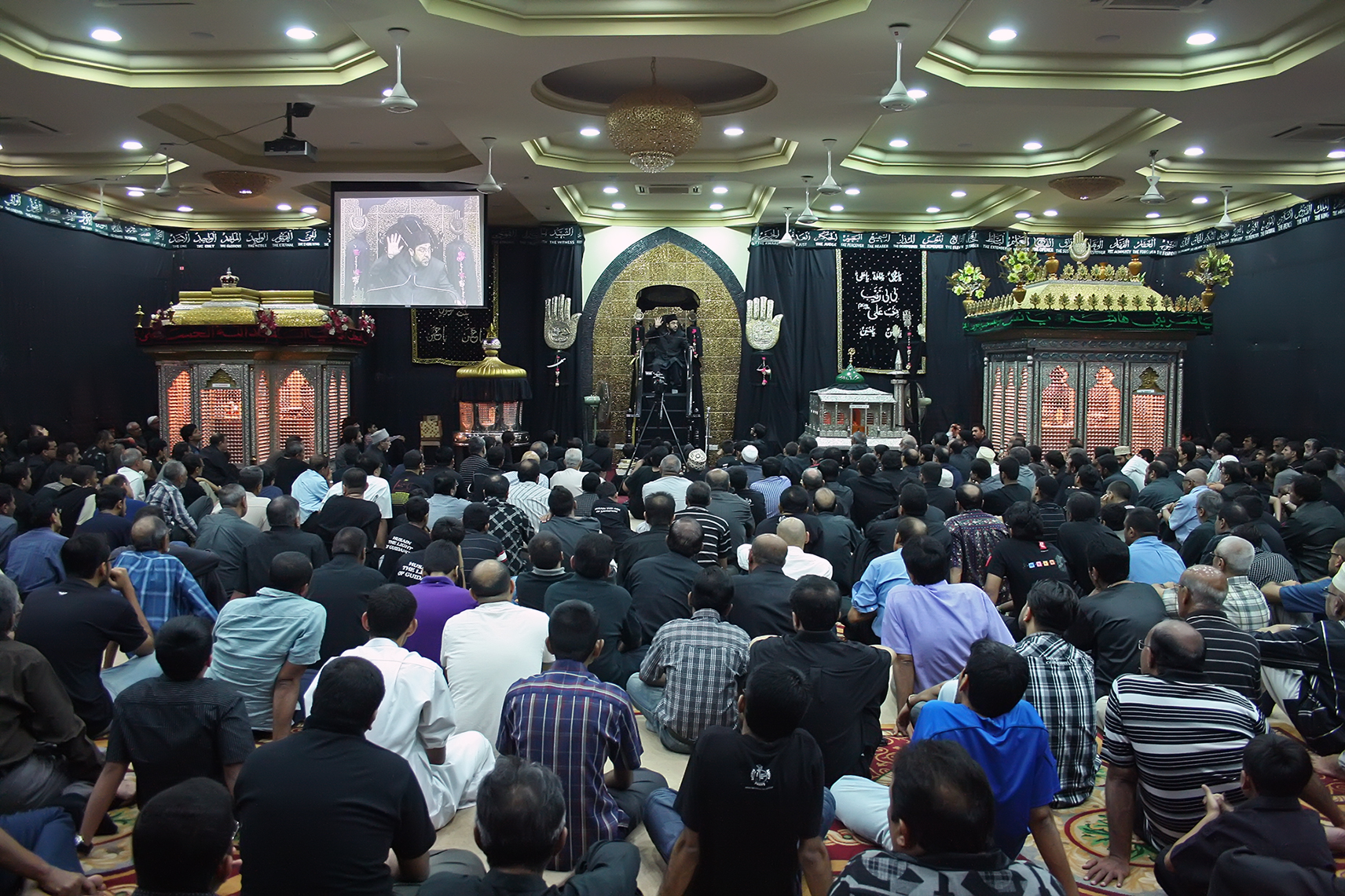
Muharram-Trauerfeier in einer Hussainia in Daressalam, Tansania

Eine Hoseiniye (arabisch حسينية Husainīya, DMG Ḥusainīya; persisch حسینیه Hosseinieh auch bezeichnet als Ashurkhana oder Imambara) ist eine Versammlungshalle für rituelle Zeremonien der Schiiten, speziell für jene im Zusammenhang mit dem Gedenken an Muharram. Der Name der Stätte leitet sich ab von Husain ibn ʿAlī, Enkelsohn des Propheten Mohammed und dritter Imam der Schia. Husain wurde vom Umayyaden-Kalif Yazid I. bei der Schlacht von Kerbela (heute im Irak) getötet. An diesem „Tag von Kerbela“, dem Aschura (der zehnte Tag des islamischen Monats Muharram), gedenken die Schiiten dem Tod Husains.

## Architektur
Eine Hoseiniye unterscheidet sich von einer Moschee dadurch, dass sie hauptsächlich für Zusammenkünfte im Monat Muharram im Rahmen der  Trauerfeierlichkeiten für Husain ibn ʿAlī errichtet wurde und in ihr nicht notwendigerweise Freitagspredigten abgehalten werden. Die meisten Hoseiniyes oder Imambaras haben einen langgestreckten Grundriss mit Flachdächern ohne Kuppeln; nach Mekka orientierte Mihrāb-Nischen sind jedoch vorhanden.

## Beispiele
Ein bekanntes Beispiel für diese speziell schiitische Sonderform einer Moschee ist die Hoseiniye-Erschād in Teheran. Weitere wichtige Hussainias, die auch mit den Namen Imambara oder Imambargah bezeichnet werden, finden sich im nordindisch-pakistanischen Raum:
- Azakhana Wazeer-un-Nisa, Amroha, Indien
- Roshan Ali Shah Imambara, Gorakhpur, Indien
- Badshahi Ashurkhana, Hyderabad, Indien
- Bara Imambara, Lucknow, Indien
- Chhota Imambara, Lucknow, Indien
- Imambara Ghufran Ma'ab, Lucknow, Indien
- Nizamat Imambara, Murshidabad, Indien
- Imambargah Colonel Maqbool Hussain, Rawalpindi, Pakistan
- Imambargah Haveli Saddat, Gujranwala, Pakistan
- Imambargah Bait Aal e Imran, Kotla Arab Ali Khan, Gujarat, Pakistan